# Рабоче-крестьянская инспекция
Рабо́че-крестья́нская инспе́кция (сокр. Рабкри́н, аббрев. РКИ) — система органов власти, занимавшаяся вопросами государственного контроля. Систему возглавлял Народный комиссариат Рабоче-крестьянской инспекции (НК РКИ). Создан в 1920 году, расформирован 11 февраля 1934 года. Вместо РКИ была создана КСК при СНК СССР. С 1923 года действовал совместно с ЦКК ВКП(б) как единый советско-партийный орган, при этом нарком РКИ по совместительству возглавлял ЦКК.

## История
7 февраля 1920 года Наркомат государственного контроля был преобразован в Народный комиссариат рабоче-крестьянской инспекции (НК РКИ, Рабкрин), руководителем которого был назначен И. В. Сталин. На этом посту он оставался до 1922 года.
Функции, возложенные на Рабкрин в первые годы создания отдалённо напоминают функции, возложенные на современную Счётную палату. В первую очередь, контролёры Рабкрина осуществляли финансовые ревизии (в том числе, предварительные, на основании планов расходования средств).
С 1922 года Рабкрин занимается также так называемой «нормализацией» труда, тем, что впоследствии называли НОТ — научной организацией труда: контролёры и инспекторы проверяли эффективность работы бюрократии в различных ведомствах и способствовали внедрению новшеств во всех отраслях.
Сразу после создания в 1920 году Рабкрин начал интенсивно расти и развиваться. Внутри наркомата организуются топливная инспекция (август 1921), инспекция внешних сношений (февраль 1921), создаётся юридический отдел, отдел нормализации (март 1922).
30 апреля 1923 года Постановлением Президиума ЦИК Наркомом Рабоче-крестьянской инспекции был назначен В. В. Куйбышев (1923—1926; 1934—1935). Под его руководством было разработано и 12 ноября 1923 года утверждено Положение о Народном Комиссариате РКИ СССР.
На Всесоюзном совещании руководителей РКИ и представителей Контрольных комиссий РКП(б), проходившем 3—4 февраля 1924 года в Москве, было принято решение о постепенном слиянии партийных (ЦКК) и государственных (РКИ) контрольных органов, координации их работы на первом этапе, и в дальнейшем, объединении в одном органе.
В ноябре 1926 года руководителем Рабкрина назначен Г. К. Орджоникидзе (1926—1930). Основным изменением в работе инспекции стал переход от отраслевого сегментирования работы к территориальному. Принципиально функции Рабкрина изменились после принятия 4 мая 1927 года Постановления ЦИК и СНК СССР «О расширении прав Рабоче-крестьянской инспекции». В частности, Рабкрину позволялось принимать решения о наложении дисциплинарных взысканий, а также отстранении и увольнении должностных лиц за бесхозяйственность, бюрократизм и волокиту, о ликвидации излишних подразделений и представительств.
В феврале 1928 года Рабоче-крестьянская инспекция получила право налагать дисциплинарные взыскания (за исключением увольнения) на всех прокуроров (кроме Прокуратуры РСФСР) и на всех судей (кроме Верховного суда РСФСР). Рабоче-крестьянская инспекция также проводила чистки среди адвокатов. Так, по постановлению центральной комиссии наркомата 9 августа 1929 года чистка членов коллегии защитников была возобновлена, проводилась с привлечением общественников, с максимальной гласностью и публичностью.

## Ленин и Рабкрин
Название Рабкрин наиболее широко известно из статьи В. И. Ленина «Как нам реорганизовать Рабкрин», в которой остро ставился вопрос о неэффективности данного органа. Делегированные туда представители от рабочих и крестьян зачастую бывали обманутыми или подкупленными зарождающейся советской бюрократией. Рабкрин, совместно с ЦКК должен был, по мысли Ленина, стать органом, не допускающим сосредоточения власти в партии и государстве в одних руках: 

 Члены ЦКК, обязанные присутствовать в известном числе на каждом заседании Политбюро, должны составить сплочённую группу, которая, «невзирая на лица», должна будет следить за тем, чтобы ничей авторитет, ни генсека, ни кого-либо из других членов ЦК, не мог помешать им сделать запрос, проверить документы и вообще добиться безусловной осведомлённости и строжайшей правильности дел. 
РКИ упоминается в ленинском Письме к съезду.
В одной из своих записок в декабре 1922 года Ленин отмечал: «РКИ (в результате своего развития и в результате наших недоумений по поводу его развития) дал в итоге то, что мы сейчас наблюдаем, а именно — переходное состояние от особого наркомата к особой функции членов ЦК; от учреждения, ревизующего всё и вся, к совокупности численно небольших, но первоклассных ревизоров, которые должны быть хорошо оплачены». Там же он отмечал, что «если число членов ЦК будет надлежащим образом увеличено и они будут год от году проходить курс государственного управления при помощи таких высококвалифицированных специалистов и высокоавторитетных во всех отраслях членов Рабоче-крестьянской инспекции...», — партии требуется «до 100 членов ЦК и не больше чем 400—500 их помощников, ревизующих по их указанию, — членов РКИ».

## Руководство
Народные комиссары рабоче-крестьянской инспекции РСФСР
1. Иосиф Виссарионович Сталин (24 февраля 1920 — 6 мая 1922)
2. Александр Дмитриевич Цюрупа (6 мая 1922 — 28 апреля 1923)
3. Валериан Владимирович Куйбышев (28 апреля — 6 июля 1923)
4. Алексей Семёнович Киселёв (7 июля 1923 — 2 февраля 1924)
5. Николай Михайлович Шверник (2 февраля 1924 — 30 ноября 1925)
6. Никифор Ильич Ильин (30 ноября 1925 — 10 марта 1934)

Народные комиссары рабоче-крестьянской инспекции СССР
1. Валериан Владимирович Куйбышев (6 июля 1923 — 5 августа 1926)
2. Григорий Константинович Орджоникидзе (5 ноября 1926 — 10 ноября 1930)
3. Андрей Андреевич Андреев (22 ноября 1930 — 9 октября 1931)
4. Ян Эрнестович Рудзутак (9 октября 1931 — 11 февраля 1934)

### Заместители
- 1923—1924 гг. — Аванесов Варлаам Александрович
- 1923—1924 гг. — Киселёв Алексей Семёнович
- 1925—1930 гг. — Лебедь Дмитрий Захарович
- 1925—1928 гг. — Демченко Николай Нестерович
- 1926—1929 гг. — Яковлев Яков Аркадьевич
- 1930—1932 гг. — Криницкий Александр Иванович